# Mary Ann Patten
Mary Ann Patten, född Brown 6 april 1837 i Chelsea, Massachusetts, USA, död 18 mars 1861 i Everett, Massachusetts, var den första kvinnliga skeppare på ett amerikanskt handelsfartyg. Hon var gift med sjökaptenen Joshua Patten och följde med på en resa från New York runt Kap Horn till San Francisco. Under resan kollapsade Joshua Patton av överansträngning. Hans hustru tog befälet, lyckades stoppa ett myteri och förde fartyget till destinationen, San Francisco.

## Biografi
Patten var dotter till George Brown och hans hustru Elizabeth. Hon växte upp i en välbärgad familj och gick i skola i östra Boston. Den 1 april 1853 gifte hon sig med Joshua Adams Patten Han var skeppare på ett lastfartyg som gick i kusttrafik mellan New York och Boston.
Året därpå fick Joshua Patten ett erbjudande att ersätta kaptenen på handelsfartyget Neptune's Car som blivit sjuk. Eftersom han inte ville lämna sin hustru under ett år, fick hon komma med som besättning. Resan tog sjutton månader och gick jorden runt, till San Francisco, Kina, London och tillbaka till New York. Patton medicin under resan och lärde sig allt om navigation.

### Kaptenens kollaps

Engelska klipperskeppet Cutty Sark, 1869

Den i juli 1856 startar kapten Patton och Mary Ann en andra resa med Neptun’s Car med San Francisco som mål. Två andra klipperskepp, Intrepid och Romance of the Seas Lämnar New York samtidigt och det blir kappsegling till San Francisco. Normalt tog denna resa fyra månader, men kapten Patton hävdade att hans snabba klipper inte behövde mer än 100 dagar. Under resan kom kaptenen på sin förstestyrman att sova under vakten, vilket var ett allvarligt brott och ett hot mot fartygets säkerhet. Styrmannen fängslades och eftersom andrestyrmanen hade dålig kunskap om navigation fick kapten Patton både föra befäl och navigera. Till slut kollapsade kapten Patton av överansträngning. Då organiserade förstestyrman myteri och begärde att få befälet över skeppet. Patton lyckades övertyga sjömännen att hon kunde navigera och då stödde de henne och myteriet kunde avvärjas.

### San Francisco

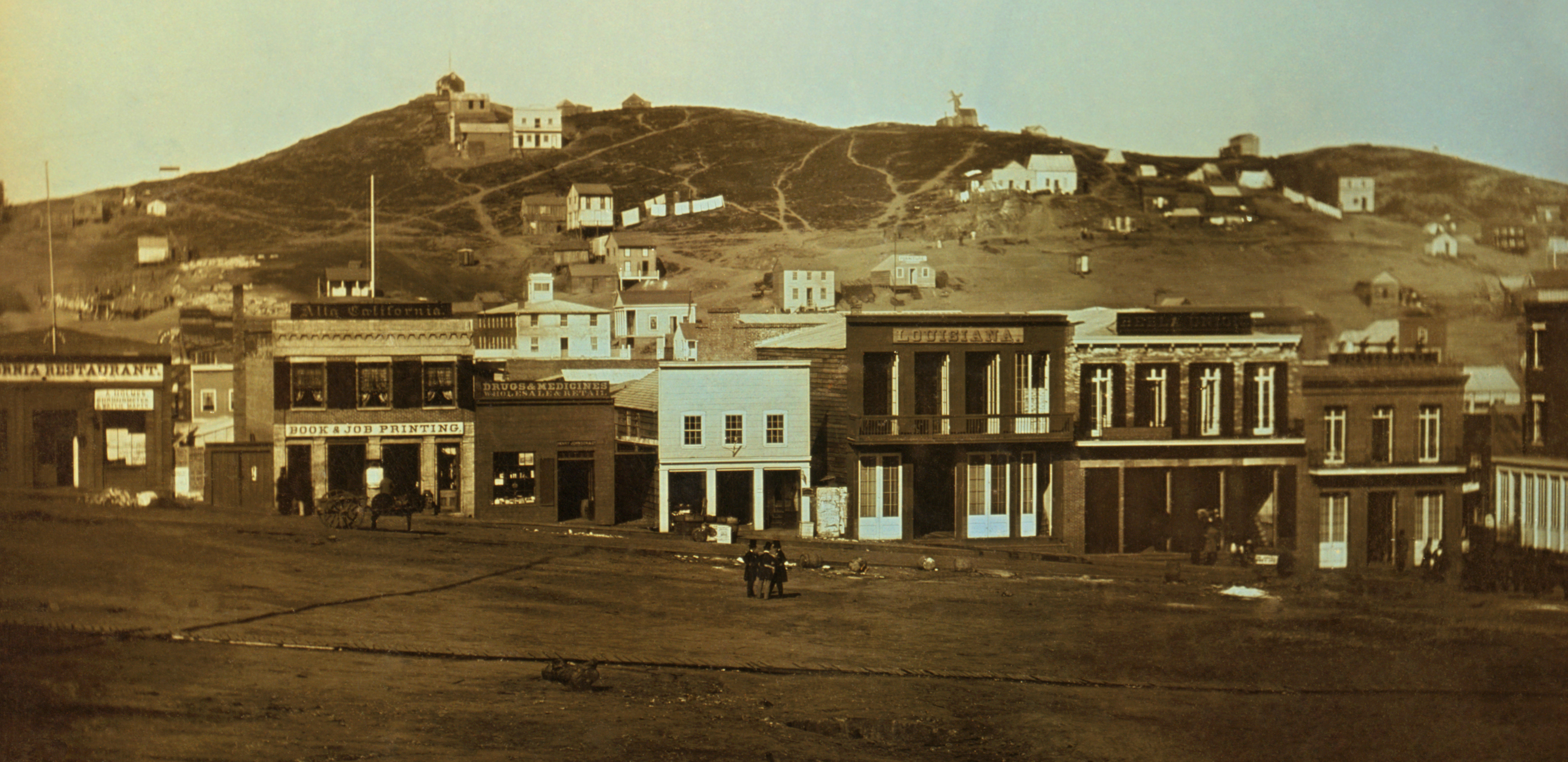
San Francisco år 1851.

Patten tog befälet och kunde navigera fartyget norrut i Stilla Havet. Hennes medicinska studier kom också till användning eftersom hon måste vårda sin sjuka man. När Neptun’s Car närmade sig Golden Gate stod Patten vid rodret och styrde fartyget in i San Franciscobukten den 15 november 1856. Hennes man fördes till sjukhus och överlevde. Resan hade tagit 136 dygn. Patten och hennes man reste tillbaka med ångfartyget George Law.

### Boston
Joshua Patten överlevde resan tillbaka till Boston tillsammans med sin hustru. Kort tid senare föddes en son som döptes till Joshua. Försäkringsbolaget för Neptun’s Car erkände att Patten räddat tusentals dollar och hon fick 1 000 USD i gratifikation. Kapten Patten tillfrisknade aldrig och dog i juli 1857. 
Mary Patten levde i fyra år med sin mor och son i norra Boston. Hon dog 18 mars 1861 i tuberkulos endast 24 år gammal.

## Eftermäle
Patten blev känd som den första kvinnan som förde befäl på ett amerikanskt handelsfartyg. Amerikanska sjöbefälsskolans sjukhus på Long Island har uppkallats efter henne.